# Pont Vell (Lleida)
El pont Vell és un dels cinc ponts de Lleida, creuant el riu Segre.

## Història

### Orígens
El pont Vell és tan antic que la seva naixença és embolcallada en la llegenda. Se sap que era ja construït l'any 47 aC. Llavors el pont entra en la història de la mà de Juli Cèsar. Després, passat un segle, va tornar a ser objecte de cita en un clàssic. Fou l'any 62 que el pont entrà en la literatura de la mà de Lucà. Les característiques de la seva primera construcció es mouen, això no obstant, dins el regne de la incertesa. Per saber-ho caldrà esperar al temps de la reconquesta cristiana de la ciutat. No és fins llavors que pogué descriure's amb precisió com era el pont de Lleida. Era tot de pedra, amb sis arcades i set pilars, construït amb reforçats tallamars. Era un pont de doble vessant amb el cim en el tercer pilar i d'inclinació més forta cap a l'esquerra que cap a la dreta. Un pont amb una calçada pel trànsit de set metres d'ample, protegida per una barana de pedra d'un metre d'alçada. Fou el pont que durà fins al 1866 perquè després de patir tants canvis, modificacions i reformes, poques van ser les pedres que van quedar del primitiu pont.

### L'enderrocament del pont Vell

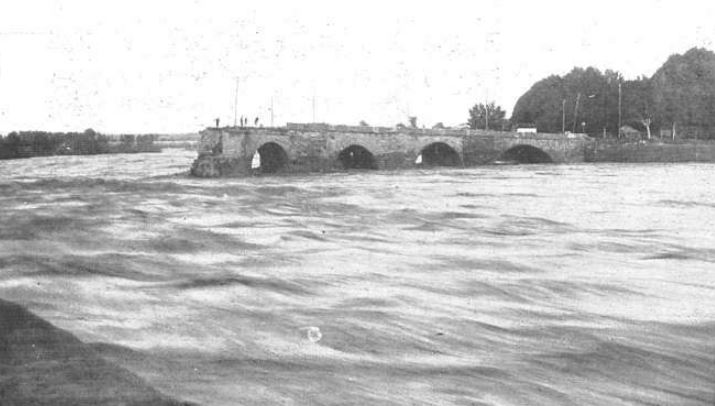
El pont després la riuada de 1907

L'octubre de 1866, el riu va negar camps, va cobrir terres, va malmetre collites, va ofegar gent i es va emportar part del pont. Tres de les arcades del pont havien desaparegut i calia refer el pont. El projecte es va encarregar a Juli de Saracíbar, que en va presentar dos. Un amb arcades de pedra i l'altre amb dos trams metàl·lics. Es va triar el segon perquè era més ràpida l'execució. Constava de dos de "gelosia" units i desiguals recolzats en una sola pila intermèdia. El primer mesurava 41,5 metres i el segon 21,49 metres. L'ample del pas destinat a carruatges i cavalleries era de 4,5 metres, i el de voreres d'1,10 metres per cada costat. Es va inaugurar el 1875. Un dels avantatges del projecte era que, si es volia, es podia continuar. Però no calgué perquè el tram metàl·lic no va durar, ja que se l'endugué la riuada del Segre de 1907.

### 1911: La reconstrucció del pont

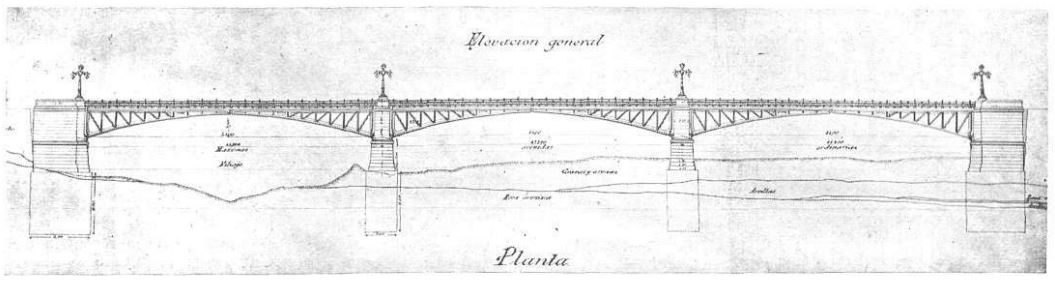
Projecte de Josep Bores i Romero (1907)

El vell pont de Lleida oferia en aquell temps un espectacle desolador. Conservava encara pilars i arcades de pedra en la part propera a Cappont, però en la més pròxima a l'entrada a la ciutat hi havia només una improvisada passarel·la. Era així des que el 1907 la turbulència de les aigües n'havia enderrocat la meitat. És una data molt important. En el rellotge del temps, les agulles de les hores marcaven que era arribat el moment de la mort del vell pont de pedra i la necessitat de bastir un nou pont.

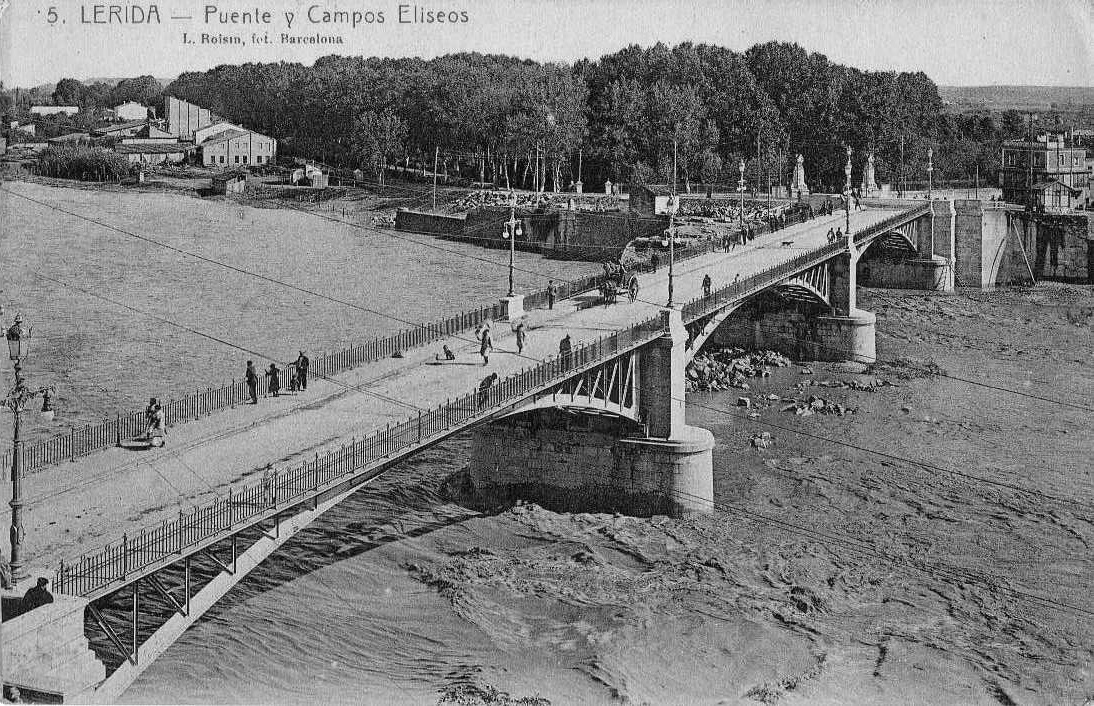
El 1911 s'estrenà un nou pont metàl·lic. Assenyala una fita en la història.

Així fou. El dissenyà l'enginyer Josep Bores i Romero; el costejà l'estat; i el construí la “Maquinista Terrestre i Marítima” que s'adjudicà la subhasta feta el 30 de maig de 1908. Els treballs duraren tres anys i escaig i el resultat fou un pont de dos pilars i dos estreps de ciment recoberts amb pedra, i tres arcades metàl·liques de 44 metres de llum cada una d'elles. La calçada tenia 9 metres i la rasant s'elevava 10 metres sobre l'estiatge. Es bastí en paral·lel a l'antic pont de pedra; si bé conservant-se el punt de sortida del vell pont. Era airós, elegant i superb. S'inaugurà el 24 de setembre de 1911. Fou un dia que feu història. La ciutat, agraïda, donà el nom de Plaça de González Besada (aleshores Ministre de Foment) a l'espai de davant de l'Arc del Pont; i el de Plaça de Bores als terrenys recentment urbanitzats a l'entrada dels Camps Elisis. Aquest pont, però, no tingué sort. Només tenia 27 anys quan fou dinamitat.

### 1939: un provisional pont de fusta
El 3 d'abril del 1938 les tropes de Franco conquerien Lleida. L'última acció que van fer les tropes republicanes en la seva fugida va ser la voladura del pont de Lleida. El 1939 per assegurar les comunicacions calia bastir un pont segur i estable. No es podia esperar a la construcció del pont definitiu i la solució va ser fer-ne un de fusta. El construïren en 19 dies. Tenia una llargada total de 159 metres, amb set trams de longitud variable entre 21,60 m i 26,40 metres, i el perfil de doble T. Era de doble circulació amb una calçada de 5,30 metres, dos voreres i una amplada total de 8 metres. El van assentar sobre pilars també de fusta de cinc metres. Aquest pont provisional va durar fins al 1944, quan llavors es va inaugurar el nou pont.

### 1944: s'inaugura el pont Vell
El pont que ha tingut la ciutat de Lleida fins ara es bastí a les primeries de la dècada dels 40. Amb una llargada total de 149 metres, travessava el Segre amb tres pilars, dos estreps i quatre arcades; les dues centrals tenien 47,60 metres i les dues laterals 25 metres. És un pont de mènsula, que fou revolucionari en el seu temps. El van dissenyar els enginyers Amalio Hidalgo Fernández, Jacinto Julio González i el lleidatà Victorià Muñoz Homs. El constructor fou Marcel·lí Llagostera. Les obres es van iniciar a les darreries de 1940, van durar 45 mesos i es va inaugurar el 6 de maig de 1944. Aquest pont ha demostrat la seva solidesa. Dos riuades el van posar a prova: el 1966 i el 1982. El 2007 es va renovar el pas de vianants engrandint-lo d'1,5 a 3,5 m i ficant-hi barreres de ferro per evitar que els cotxes puguin pujar-hi.

## La Llegenda del Pont de Lleida

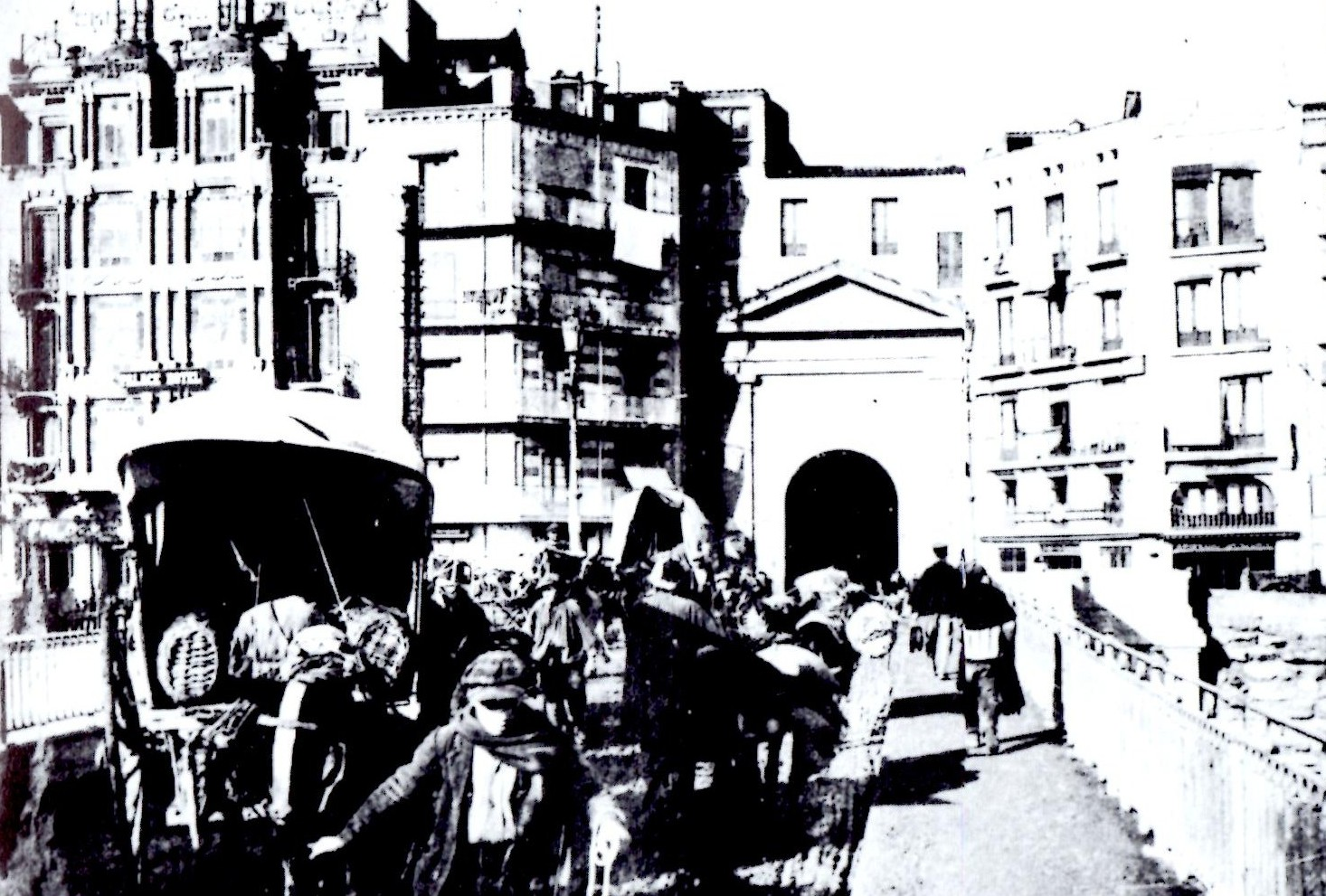
El pont té llegenda, aquesta té per títol “ Un sí o un no, o la raó del pont de Lleida”

El pont de Lleida té història, tradició i, fins i tot, llegenda. Aquesta té per títol “Un sí o un no, o la raó del pont de Lleida”. Tots anaven cap a l'Arc del Pont i d'allí a la Plaça de Sant Joan on es feia el mercat. Tots, en passar pel pont, havien de fer parada davant el burot, que era qui feia cobrament del tribut. La llegenda nasqué d'allí. Descriu la picabaralla d'un burot i una pagesa sobre si els pocs ous que aquesta portava a la cistella pagarien o no l'impost. Un que sí; l'altre que no. Actituds radicalitzades, discussió, paraules gruixudes i fort enrenou. A la fi, la pagesa els esclafà un per un i anà bevent-se’ls, per exclamar després tota cofoia mentre començava a caminar pont endins: “Veus com sí que passaran sense pagar”

## El pas de les barques
El pont és vital per a Lleida. Poder travessar el Segre ha estat sempre una exigència i una necessitat. Per això quan el pont ha estat malmès per l'escomesa de les aigües i la comunicació ha quedat interrompuda, ha calgut fer treballar el magí i improvisar ràpides solucions. La primera ha estat sempre recórrer a les barques. Ja estan documentades el 1372. Llavors, quan una riuada s'emportà dos arcades, consta en l'arxiu de la Paeria que aquesta anà a buscar Berenguer de Tomàs perquè tot seguit portés a Lleida una barca que tenia a Mequinensa i poder així restablir el pas entre una riba i l'altra. Probablement no seria la primera vegada. El que si sabem amb certesa, és que no fou l'última.

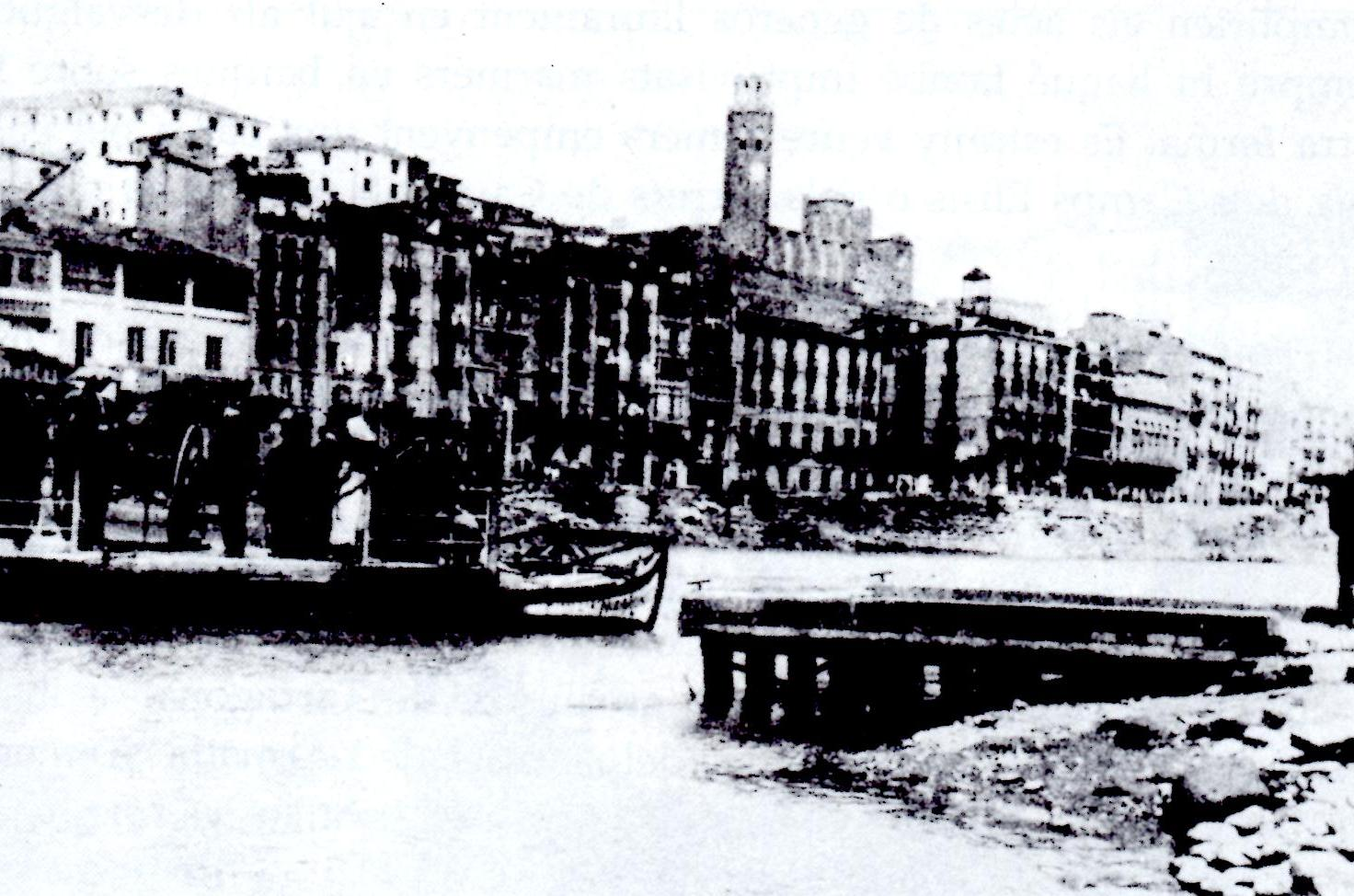
Creuar el Segre en barca ha estat sempre un remei alternatiu en les ocasions en què l'aigua ens ha deixat sense pont.

Sabem també que temps després, el 1597, les barques tornaren al riu, quan una altra riuada tornà a deixar-nos sense pont. Llavors, aquest sistema de salvar el riu, avui ja oblidat, esdevingué normal i fins i tot permanent. Per facilitar el servei es construïren dos baixadors, un instal·lat a la plaça Sant Francesc i l'altre a Cappont. El 1641 es construí també en aquell indret un petit portal anomenat Portal de la Barca que es mantingué fins a les darreries del segle xviii, quan s'obrí la banqueta i va ser enderrocat. Al marge del pas del riu en barca, com a emergència per suplir la manca del pont, havien existit sempre passos de barca permanents en altres indrets, en certa manera allunyats de la ciutat, que eren utilitzats alternativament per la gent i pobles de ribera. Els més coneguts van ser l'anomenat pas de les Barques del Tòfol i el de Vilanova de la Barca.